# Theresa Fu
Theresa Fu (nacida el 22 de septiembre de 1984) es una cantante cantopop, actriz de cine y televisión y modelo hongkonesa. 
Fu fue presentada por una agencia de modelos de la empresa "Talent Bang", con el fin de convertirse en una estrella de la música pop. Comenzó su carrera en el 2002 como una de las integrantes del grupo "Cookies". El grupo se disolvió en 2005. 
En 2005, grabó un dueto su tema musical titulado, "自欺欺人", con Alex Fong. En el 2006, publicó un libro con sus dibujos personales, historias y puntos de vista sobre el amor. Ella también es una amiga de su excompañero de la banda, Stephy Tang. 
En el 2008, actuó en el evento "S.U.C.C.E.S.S.", un festival benéfico organizado en Vancouver, Canadá, con muchos otros reconocidos artistas. 
El 30 de mayo de 2008, ella fue la invitada especial en el "The Magic Moments Concert", por Leo Ku en Toronto, ante una multitud de 10.000 personas en el "Rogers Centre".

## Discografía

### Con Cookies
| Información del álbum                                                          |
| ------------------------------------------------------------------------------ |
| Happy Birthday - Released: April 2002 - Label: EMI Hong Kong                   |
| Merry Christmas - Release date: 23 de diciembre de 2002 - Label: EMI Hong Kong |

### Mini Cookies
| Información del álbum                                                                                       |
| --- |
| All The Best - Released: 13 de agosto de 2003 - Label: EMI Hong Kong                                        |
| 4 Play - Release date: January, 2004 - Label: EMI Hong Kong                                                 |

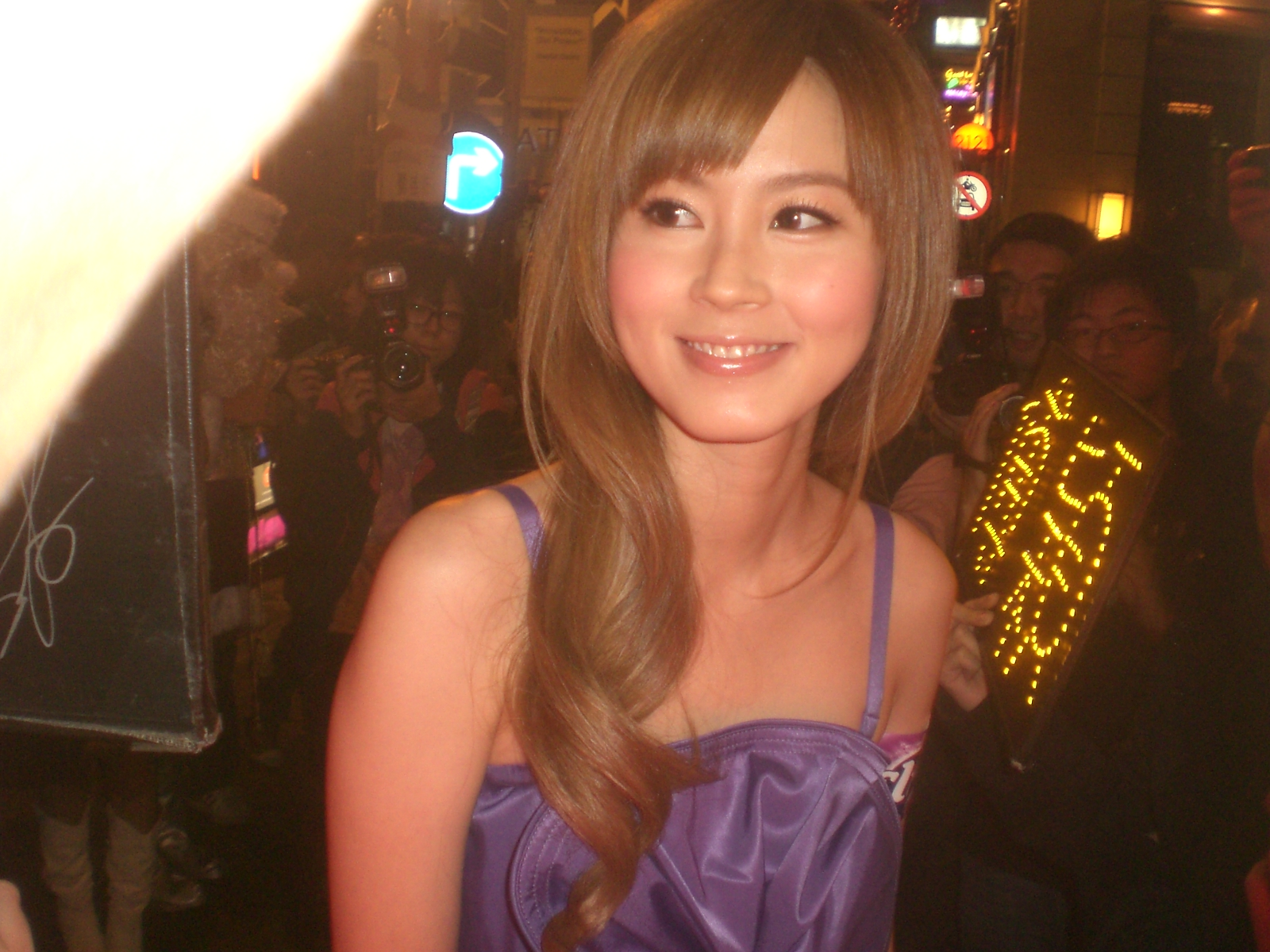
Promotional event for Eclipse at Lan Kwai Fong, in Central, Hong Kong, 2009

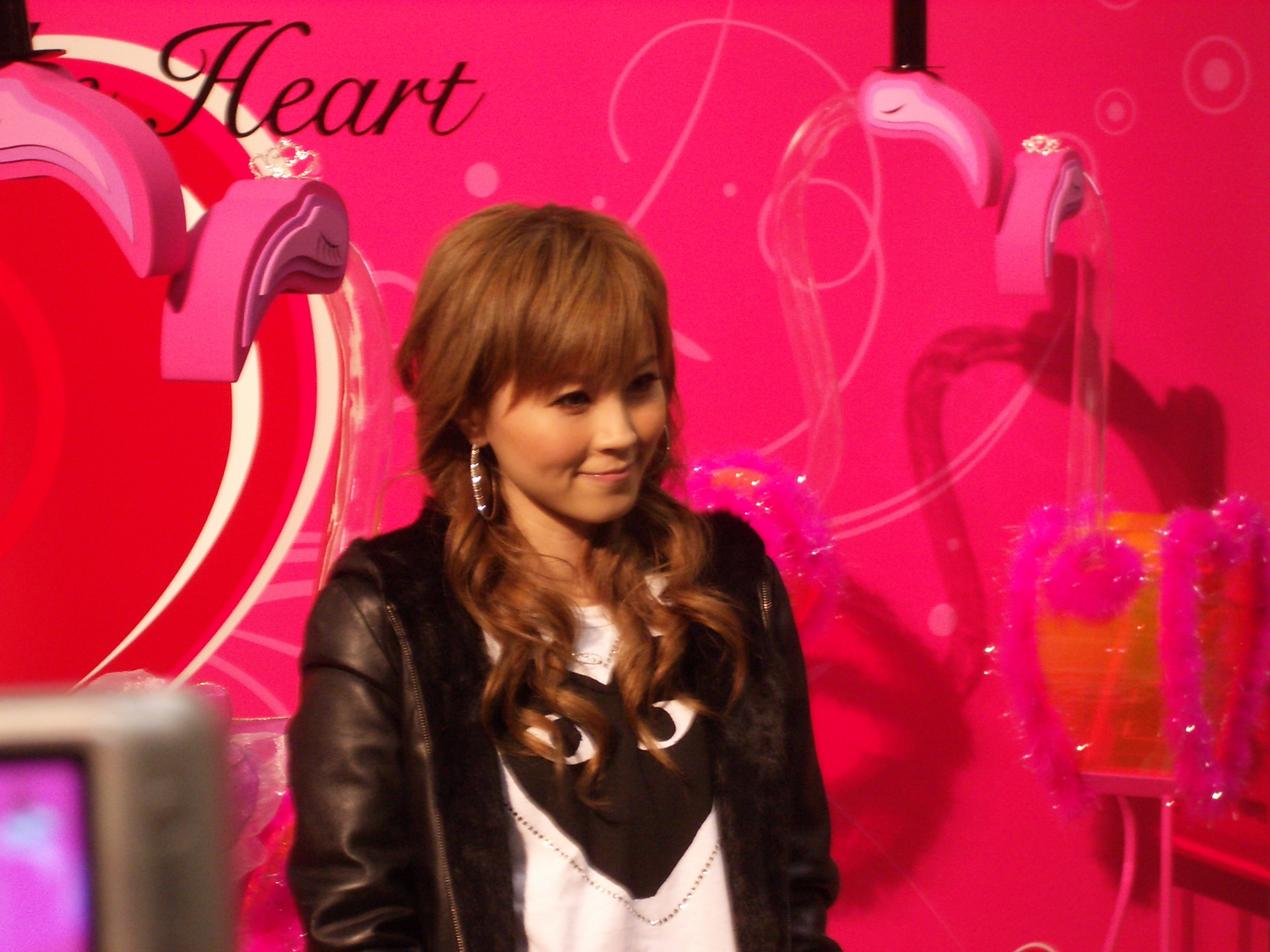
Theresa Fu at Times Square in Hong Kong, 2008

| 4 in Love - Release date: 17 de diciembre de 2004 - Label: EMI Hong Kong                                    |
| 903 California Red: Eleven Fires Concert(11團火音樂會) - Release date: October, 2004 - Label: EMI Hong Kong |

### Como solista
| Información del álbum                                                                            |
| ------------------------------------------------------------------------------------------------ |
| My Cup of T (EP) - Released: 27 de julio de 2007 - Label: Gold Label Records                     |
| Smiling - Release date: 23 de julio de 2008 - Label: Gold Label Records                          |
| Dearest (EP) - Release date: 13 de febrero de 2009 - Label: Gold Label Records                   |
| Metamorphosis (EP) - Release date: 17 de diciembre de 2010 - Label: Filmko Entertainment Limited |

### Participación en otros álbumes
| Información del álbum                                                                               | Pistas                                                                                   |
| --------------------------------------------------------------------------------------------------- | ---------------------------------------------------------------------------------------- |
| Be Good - Artist: Alex Fong - Released: 2005 - Label: EMI                                           | 2. "Hurting Yourself, Hurting Others" (自欺欺人)                                         |
| LOVE 05 - Artist: Various artists - Released: 2005 - Label: EMI                                     | Disc 2 - track 8. "Hurting Yourself, Hurting Others" (自欺欺人)                          |
| LOVE 06 情歌集 (2006 Love Songs Collection) - Artist: Various artists - Released: 2006 - Label: EMI | 10. "Drifting Between Calm and Passionate" (冷靜熱情之間) with Alex Fong and Stephy Tang |

## Filmografía

### Films
| Año  | Título en inglés           | Título original | Role                 | Notes |
| ---- | -------------------------- | --------------- | -------------------- | ----- |
| 2002 | Nine Girls and A Ghost     | 九個女仔一隻鬼  | Pepper               |       |
| 2003 | Feel 100%                  | 百分百感覺 2003 | Jenny                |       |
| 2004 | Dating Death               | 失驚無神        | Ah-shu               |       |
| 2005 | Kung Fu Mahjong            | 雀聖            | Cheryl               |       |
| 2005 | Dragon Reloaded            | 龍咁威2         | Female cop           |       |
| 2006 | McDull, the Alumni         | 春田花花同學會  |                      |       |
| 2006 | Marriage with a Fool       | 獨家試愛        | Ah-kei               |       |
| 2006 | Undercover Hidden Dragon   |                 |                      |       |
| 2006 | Love @ First Note          | 戀愛初歌        | Philo                |       |
| 2006 | Fatal Contact              |                 | Chui Chi             |       |
| 2006 | Mr. 3 Minutes              | 三分鐘先生      | Fa-fa                |       |
| 2007 | ICAC Investigations        |                 |                      |       |
| 2007 | The Haunted School         | 校墓處          | Ho Yat-man           |       |
| 2009 | All's Well, Ends Well 2009 | 家有囍事 2009   | Birthday party guest |       |
| 2010 | Martial Spirit             | 武動青春        |                      |       |
| 2011 | Beach Spike                | 熱浪球愛戰      | Rachel               |       |
| 2012 | Dark Wedding               |                 |                      |       |
| 2013 | 4th Floor, Block B         |                 |                      |       |
| 2014 | Love at Every Sight        |                 |                      |       |

### TV series
| Año  | Título en inglés        | Título original    | Personaje             | Canal | Notas                 |
| ---- | ----------------------- | ------------------ | --------------------- | ----- | --------------------- |
| 2003 | Aqua Heroes             | 戀愛自由式         | Theresa 溫柔          | TVB   |                       |
| 2003 | Hearts of Fencing       | 當四葉草碰上劍尖時 | Alumni student        | TVB   | Guest appearance      |
| 2005 | The Zone                | 奇幻潮             | Cheung Pui Pui 張佩佩 | TVB   | Appeared in episode 2 |
| 2007 | ICAC Investigators 2007 | 廉政行動2007       | Cheung Lai San 張麗珊 | TVB   | Appeared in episode 4 |

## Libros
- Tian Mimi (甜蜜蜜) (January, 2007)
- T With Sunshine (我和陽光在一起) (July, 2007)
- Life is Beautiful (雨後陽光) (2007) -- Postcard book
- 我會快樂的(July 2009)
- Life is like a Ferris Wheel (July 2012)